# Lavardens
Lavardens é uma comuna francesa na região administrativa da Occitânia, no departamento de Gers. Estende-se por uma área de 30.55 km², e possui 377 habitantes, segundo o censo de 2018, com uma densidade de 12 hab/km².